# Телешев, Андрей Григорьевич
Андрей Григорьевич Телешев (1906, дер. Колесянка, Могилёвская губерния — 14 февраля 1940, Выборгская губерния, Финляндия) — советский военнослужащий, участник Советско-финской войны, Герой Советского Союза, командир моторизованной роты 175-го отдельного разведывательного батальона 150-й стрелковой дивизии 13-й армии Северо-Западного фронта, старший лейтенант.

## Биография
Родился в 1906 году в деревне Колесянка (ныне — Чаусского района Могилёвской области Белоруссии) в крестьянской семье. Белорус. Член ВКП(б) с 1934 года. Окончил школу ФЗУ, работал на машиностроительном заводе.
В Красной Армии с 1932 года. В 1934 году окончил Московское военное пехотное училище. Участник советско-финской войны 1939—1940 годов.
Командир моторизованной роты 175-го отдельного разведывательного батальона старший лейтенант Андрей Телешев в ночь на 14 февраля 1940 года провёл разведку боем в районе мыса Патаниеми: под огнём противника проделав проходы в проволочном заграждении, вверенная ему рота штурмовала вражеские позиции. В результате были получены ценные сведения об огневых точках врага.
Командир роты старший лейтенант А. Г. Телешев погиб в этом бою. Похоронен в братской могиле в посёлке Сапёрное Приозерского района Ленинградской области.
Указом Президиума Верховного Совета СССР от 7 апреля 1940 года «за образцовое выполнение боевых заданий командования на фронте борьбы с финской белогвардейщиной и проявленные при этом отвагу и геройство» старшему лейтенанту Телешеву Андрею Григорьевичу посмертно присвоено звание Героя Советского Союза.
Награждён орденом Ленина.